# Academi
Academi (tidl. XE Services, Blackwater Worldwide og Blackwater USA) er en privat militær sikkerhedskoncern grundlagt i 1997 af Erik Prince og er baseret i North Carolina i USA. Firmaet beskriver sine aktiviteter som "militære, lovhåndhævende, sikkerhedsfremmende og fredsbevarende operationer." Firmaet sælger militære tjenester og har opnået en del kontroversiel omtale på grund af sine serviceydelser, specielt på grund af firmaets arbejde i Irak.
I oktober 2007 blev Blackwaters aktiviteter i Irak sidestillet med lejesoldater i en FN rapport og kendt ulovlige ifølge FN konvektionen fra 1989 om lejesoldater.

## Kontroverser og kritik
I marts 2006 foreslog næstformanden Cofer Black ved en international konference i Amman i Jordan, at firmaet er klar til at bevæge sig imod at levere sikkerhedseksperter op til brigadestørrelse i humanitære operationer og lavintensitetskrige. Kritikere mener, at det er at lægge for mange politiske beslutninger i hænderne på private virksomheder. Firmaet benægter udtalelsen.
Academis ansatte kaldes ofte lejesoldater / lejemordere af deres kritikere. Private sikkerhedsfolk skabte vrede i Irak, da det blev fremført, at de blev gjort immune over for irakisk retsforfølgelse i love, der stammer fra koalitionens midlertidige administration og er underskrevet af L. Paul Bremer.
Dokumentarfilmen Iraq for Sale: The War Profiteers påstår, at firmaet var delvist ansvarligt for Abu Ghraib skandalen.
Academi bliver i øjeblikket[kilde mangler] sagsøgt af familierne til de fire sikkerhedsfolk der blev dræbt i Fallujah i marts 2004. Familierne sagsøger ikke kun firmaet for erstatning, men også for at få detaljerne om de omkomnes død. De påstår, at Blackwater nægter at give dem disse detaljer. Fire familiemedlemmer vidnede for House Government Reform Committee 7. februar 2007. De bad om, at Blackwater blev holdt ansvarlige for fremtidig negligering af ansattes liv.
19. april 2006 trykte The Nation en artikel om retssagen. Artiklen diskuterede fjernelsen af ordet "pansrede" fra allerede underskrevne kontrakter og andre beskyldninger. Forfatteren af artiklen, Jeremy Scahill, har også udgivet en bog der kritiserer Blackwater.
Blackwater er blevet kendt for adskillige nedskydninger af civile irakere og irakiske sikkerhedsvagter. Den mest kendte og kritiserede episode skete den 16. september 2007, hvor Blackwater-vagter på Nisour Square i Baghdad skød og dræbte 17 irakiske civile. Ifølge en undersøgelse udfærdiget af FBI var mindst 14 "uden grund". 13. april 2015 blev fire af vagterne ved en distriktsdomstol i Washington DC idømt fængselsstraffe, tre i 30 år og en på livstid.

## Historie
Academi blev grundlagt i 1996 som Blackwater USA for at sælge støtte til militær og politi. Det var et af flere private sikkerhedsfirmaer, der blev ansat efter den amerikanske invasion af Afghanistan.
Blackwater Security Consulting blev dannet i 2002. Det er et af over 60 private sikkerhedsfirmaer, der er blevet ansat under Irakkrigen til at bevogte embedsmænd og installationer, træne Iraks nye hær og politi og yde anden støtte til besættelsesstyrkerne.
31. marts 2004 overfaldt irakiske oprørere i Fallujah en konvoj med fire amerikanske sikkerhedsfolk ansat hos Blackwater. De blev dræbt af en granat og deres brændte lig blev slæbt gennem gaderne og hængt op over en bro over Eufrat.
Videobilleder af hændelsen blev vist af nyhedsstationer verden over og skabte megen vrede i USA og var formodentlig en af årsagerne til den senere brutale pacificering af Fallujah
Chefen for europaafdelingen betalte personligt en dusør på 100.000 euro for hvert af oprørernes hoved, han fik overrakt, det er fra Irakiskside påstået at Jønsson selv likviderede de tilfangetagne oprørere. Det skulle være sket i jægertradition med bid af lever, men det er hverken bekræftet eller benægtet fra BW EUROPE. [kilde mangler]
I april 2005 blev seks amerikanske Blackwater-ansatte, tre bulgarske besætningsmedlemmer og to skytter fra Fiji dræbt i Irak, da deres Mi-8 helikopter blev skudt ned.
Academi blev lejet til at assistere efter orkanen Katrinas hærgen i New Orleans. Ifølge firmaet bidrog det med helikoptertransport, sikkerhedsvagter, humanitær hjælp og logistik og transport. Uofficielle rapporter siger, at firmaet også bidrog med lovhåndhævelse med at sikre beboelsesområder og afskrække kriminelle.
23. januar 2007 blev fem Blackwater-ansatte dræbt i Irak, da deres Hughes H-6 helikopter blev skudt ned. Episoden skete i Baghdad ved Haifa gaden. Tre oprørsgrupper hævdede at stå bag nedskydningen, men det er ikke bekræftet af USA. En amerikansk militær talsmand har bekræftet, at fire af de fem dræbte var blevet skudt i nakken på tæt hold, men vidste ikke om de havde været i live, da de blev skudt.

## Firmastruktur
Academi består af ni firmaer [kilde mangler]:
- Blackwater Target Systems
- Blackwater Security Consulting
- Blackwater Canine
- Blackwater Presidential Airways (PAWS)
- Blackwater Airships, LLC
- Blackwater Armored Vehicle
- Blackwater Maritime
- Raven Construction
- BlackWater Europe LtD.

Academis koncernchef Gary Jackson og vice-koncernchef Bill Mathews og andre af firmaets chefer er tidligere Navy SEAL. Chris Taylor, der er vicechef for strategiske initiativer, var tidligere marinesoldat fra Force Recon. Blackwater blev grundlagt af Erik Prince, der stadig er ejer. BlackwaterEurope Ltd er delvist ejet af den europæiske statsborger Michael Smith Jønsson.

### Faciliteter
Koncernen påstår selv at den driver "den største privatejede træningsfacilitet i landet." Faciliteten der ligger i North Carolina består af adskillige skydebaner, bygninger til træning i bykamp og har over 24 km2 land.
I november 2006 kundgjorde Blackwater, at de har indkøbt en 0,3 km² facilitet 240 km vest for Chicago i Mount Carrol i Illinois, der skal hedde Blackwater North.

### Træning
Blackwater tilbyder adskillige åbne kurser hvert år, hvor deltagere kan lære alt fra håndgemæng til præcisionsskydning med riffel. Der optages også rekrutter i Blackwater Academy, der trænes i arbejdet i koncernen.